# Коморская совка
Коморская совка (лат. Otus pauliani) — вид птиц рода совок семейства совиных. Подвидов не выделяют. Является эндемиком острова Нгазиджа.

## Описание
Длина представителей данного вида — от 15 до 20 см. Масса самца около 70 грамм. Выделяют светлую и темную морфы. Лицевой диск серый или коричневый с белыми крапинками. Низ от светло- до темно-ржаво-коричневого цвета. Радужная оболочка жёлтая или темно-коричневая. Клюв серо-коричневый.

## Среда обитания
Встречается на Картале, действующем вулкане на острове Нгазиджа. Населяет леса и опушки на северном, западном и южном склонах вулкана.

## Образ жизни
Рацион, вероятно, состоит в основном из насекомых. Гнездится в дуплах деревьев. Сезон размножения, вероятно, с сентября по декабрь.